# Gabriel Bengtsson
Gabriel Giovanni Bengtsson (ur. 5 września 1977) – szwedzki judoka. Olimpijczyk z Sydney 2000, gdzie odpadł w eliminacjach w wadze półlekkiej.
Uczestnik mistrzostw świata w 1997, 1999, 2001, 2003 i 2007. Startował w Pucharze Świata w latach 1997–2002, 2004, 2006 i 2007. Piąty na mistrzostwach Europy w 1997 i siódmy w 2006. Wygrał mistrzostwa nordyckie w 2005 roku.

## Letnie Igrzyska Olimpijskie 2000
| Konkurencja | Eliminacje                 | Klas. końcowa |
| Konkurencja | Przeciwnik I               | Miejsce       |
| ----------- | -------------------------- | ------------- |
| 66 kg       | Henrique Guimarães (BRA) P | 17.           |